# Bisdom Regensburg
Het bisdom Regensburg (Duits: Bistum Regensburg; Latijn: Dioecesis Ratisbonensis) is een rooms-katholiek bisdom in Duitsland.
De zetel van het bisdom is in Regensburg. Het bisdom bestrijkt het noordoostelijke deel van Beieren. De kathedrale kerk is de Regensburger Dom. Het bisdom bestaat sinds het in 739 door Bonifatius werd ingesteld. De eerste bisschop van Regensburg was Gaubald. Sinds 1817 is het bisdom suffragaan aan het aartsbisdom München en Freising. Patroonheilige van het bisdom is Wolfgang van Regensburg.

## Bekende bisschoppen van Regensburg
- Rupert (ca. 697)
- Wolfgang (972-994)
- Albertus Magnus (1260-1262)
- Karl Theodor von Dalberg (1803-1805)
- Johann Michael Sailer (1829-1832)

Zie ook: Lijst van de bisschoppen van Regensburg

## Kerkmuziek
De Regensburger Domspatzen - het oudste jongenskoor ter wereld - zingen in de Dom van Regenburg.
Aken · Augsburg · Bamberg · Berlijn · Dresden-Meißen · Eichstätt · Erfurt · Essen · Freiburg · Fulda · Görlitz · Hamburg · Hildesheim · Keulen · Limburg · Maagdenburg · Mainz · München en Freising · Münster · Osnabrück · Paderborn · Passau · Regensburg · Rottenburg-Stuttgart · Speyer · Trier · Würzburg

Voormalige bisdommen: Bremen · Halberstadt · Lübeck · Minden · Verden
- Gemeinsame Normdatei: 1087516064
- International Standard Name Identifier: 0000 0001 1125 8531
- Library of Congress Control Number: n80152865
- Nationale Bibliotheek van Tsjechië: kn20030529001
- Nationale Bibliotheek van Israël: 987007570748105171
- Virtual International Authority File: 161662098